# Metalectra elongata
Metalectra elongata är en fjärilsart som beskrevs av William Schaus 1912. Metalectra elongata ingår i släktet Metalectra och familjen nattflyn. Inga underarter finns listade i Catalogue of Life.